# Jörg Wellmer
Jörg Wellmer (* 21. März 1970 in Bielefeld) ist ein deutscher Neurologe und Epileptologe.

## Leben
Nach dem Abitur 1989 am Ratsgymnasium Bielefeld studierte Wellmer von 1991 bis 1997 Humanmedizin an der Rheinischen Friedrich-Wilhelms-Universität in Bonn und promovierte 1998 am Institut für Neuropathologie mit dem Thema Glioneuronale Malformationen und dysembryoplastische neuroepitheliale Tumoren bei pharmakoresistenten Epilepsien. Von 1998 bis zur Facharztanerkennung 2006 war er zunächst Arzt im Praktikum und dann Assistenzarzt in der Klinik für Epileptologie der Universität Bonn (bei Christian E. Elger) mit Rotationen in die Kliniken für Psychiatrie, Neurologie und Neurochirurgie. Parallel Mitarbeit im Labor für experimentelle Epileptologie (bei Heinz Beck) und in der Gruppe „funktionelle Bildgebung“ (bei Guillén Fernández) der Klinik für Epileptologie und am Medicine Center Bonn.
Von 2006 bis 2010 war Wellmer Oberarzt der Klinik für Epileptologie in Bonn. 2009 habilitierte er sich für Neurologie mit der Arbeit Sprachlateralisation und -lokalisation in der prächirurgischen Epilepsiediagnostik.
2010 gründete Wellmer am Universitätsklinikum Knappschaftskrankenhaus Bochum-Langendreer die Ruhr-Epileptologie als Epilepsiereferenzzentrum für die Metropolregion Ruhr. Er führt die Ruhr-Epileptologie seither als Leitender Arzt und W2-Professor an der Ruhr-Universität Bochum.

## Werk
Hauptforschungsgebiete sind die epilepsiespezifische Magnetresonanztomographie (MRT) zur Identifikation epilepsieverursachender Hirnstrukturveränderungen, die nicht-invasive und invasive prächirurgische Epilepsiediagnostik und die Entwicklung neuer Verfahren der minimal-invasiven Epilepsiechirurgie. Wellmer ist (Ko-)Autor von (Stand 2022) über 70 PubMed-gelisteten Artikeln und einigen Buchkapiteln.
Die Lehrtätigkeit Wellmers geht über die universitäre Lehre hinaus. Aus zahlreichen regionalen, nationalen und internationalen Fortbildungsveranstaltungen ragen die sechsfache Teilnahme an der Baltic Sea Summer School on Epilepsy (BSSSE) sowie die eigene Gründung der 2015–2019 als Summer School on Imaging in Epilepsy (SuSIE) und seit 2020 als  Annual Meeting on Imaging and Electrophysiology & Summer School on Imaging in Epilepsy AMIE & SuSIE bezeichneten Kombination von Wissenschaftlichem Neurotech-Meeting, Messe und Summer School hervor.
Wellmer ist Gründer und Vorstand der Gesellschaft für medizinische Bildung, Kommunikation und Wissenschaft e.V. (GmedBKW, engl.: Society for Medical Education, Communication and Science, SoMECS)  gegründet, die sich satzungsgemäß der medizinischen Bildung von Ärzten, medizinischem Personal, Patienten und Angehörigen, aber auch der Förderung von Wissenschaft widmet.

## Auszeichnung
- 2009 Alfred-Hauptmann-Preis der Deutschen und Österreichischen Gesellschaften für Epileptologie und der Schweizerischen Liga gegen Epilepsie (gemeinsam mit Hans-Jürgen Huppertz, Anke Maren Staack, Dirk-Matthias Altenmüller, Horst Urbach und Judith Kröll)[2]